# 29
29 (XXIX) var ett normalår som började en lördag i den julianska kalendern.

## Händelser

### Okänt datum
- Romarna erövrar Sofia.
- Agrippina d.ä. tvingas i exil på ön Pandataria och hennes söner (utom Caligula) fängslas av Sejanus.
- Johannes döparen framträder i Judéen i kejsar Tiberius femtonde regeringsår (Luk 3:1).
- Jesus döps av Johannes döparen (eller eventuellt år 27).
- Johannes döparen halshuggs av kung Herodes Antipas, kanske efter ett infall av Salome, men troligast av politiska skäl.

## Avlidna
- Livia Drusilla, romersk kejsarinna, hustru till Augustus och mor till Tiberius
- Johannes döparen, profet inom kristendomen, mandaeanismen och islam
- Julia den yngre, romersk adelsdam, dotterdotter till kejsar Augustus.